# Spiroplectoides
Spiroplectoides es un género de foraminífero bentónico considerado un sinónimo posterior de Bolivinopsis de la subfamilia Spiroplectammininae, de la familia Spiroplectamminidae, de la superfamilia Spiroplectamminoidea, del suborden Spiroplectamminina y del orden Lituolida. Su especie tipo era Spiroplecta rosula. Su rango cronoestratigráfico abarcaba el Cretácico superior.

## Discusión
Clasificaciones previas incluían Spiroplectoides en el suborden Textulariina del Orden Textulariida, o en el orden Lituolida sin diferenciar el suborden Spiroplectamminina.

## Clasificación
Spiroplectoides incluía a las siguientes especies:
- Spiroplectoides cubensis †
- Spiroplectoides emmendorferi †
- Spiroplectoides papillata †
- Spiroplectoides rosula †